# شهرستان اونسو
شهرستان اونسو (به اویغوری: ئونسۇ ناھىيىسى) و یا شهرستان وِنسو (به چینی: 温宿县، به پین‌یین: Wēnsù Xiàn) یک شهرستان‌ در چین است که در ولایت آق‌سو واقع شده‌است.
شهرک اونسو، مرکز شهرستان اونسو، همسایهٔ شمالی شهر آق‌سو می باشد. میان مرکز این شهرک تا مرکزشهر آق‌سو تنها ۱۰ کیلومتر فاصله است.

## جمعیت
| ترکیب قومیتی شهرستان اونسو | ترکیب قومیتی شهرستان اونسو | ترکیب قومیتی شهرستان اونسو | ترکیب قومیتی شهرستان اونسو | ترکیب قومیتی شهرستان اونسو |
| -------------------------- | -------------------------- | -------------------------- | -------------------------- | -------------------------- |
| قومیت                      | قومیت                      |                            | درصد                       | درصد                       |
| اویغور                     | اویغور                     |                            | ۷۳٫۴٪                      | ۷۳٫۴٪                      |
| هان                        | هان                        |                            | ۲۳٫۸٪                      | ۲۳٫۸٪                      |
| قرقیز                      | قرقیز                      |                            | ۱٫۶٪                       | ۱٫۶٪                       |
| هوئی                       | هوئی                       |                            | ۰٫۳٪                       | ۰٫۳٪                       |
| سایر                       | سایر                       |                            | ۰٫۹٪                       | ۰٫۹٪                       |
| منبع سرشماری جمعیت :       |                            |                            |                            |                            |

## تاریخچه
«ولایت اونسو» در سال ۱۹۰۲ میلادی، به مرکزیت اونسو تاسیس شد.
در آوریل ۱۹۱۳ میلادی، مرکز ولایت از اونسو به آق‌سو منتقل شد و نام آن به «ولایت آق‌سو» تغییر کرد.
در ماه مه ۱۹۵۸، شهرستان اونسو منحل شده و در شهرستان آق‌سو ادغام شد.
در سال ۱۹۶۲ میلادی، شهرستان اونسو از شهرستان آق‌سو جدا شده و دوباره تاسیس شد.